# Termas de Cômodo

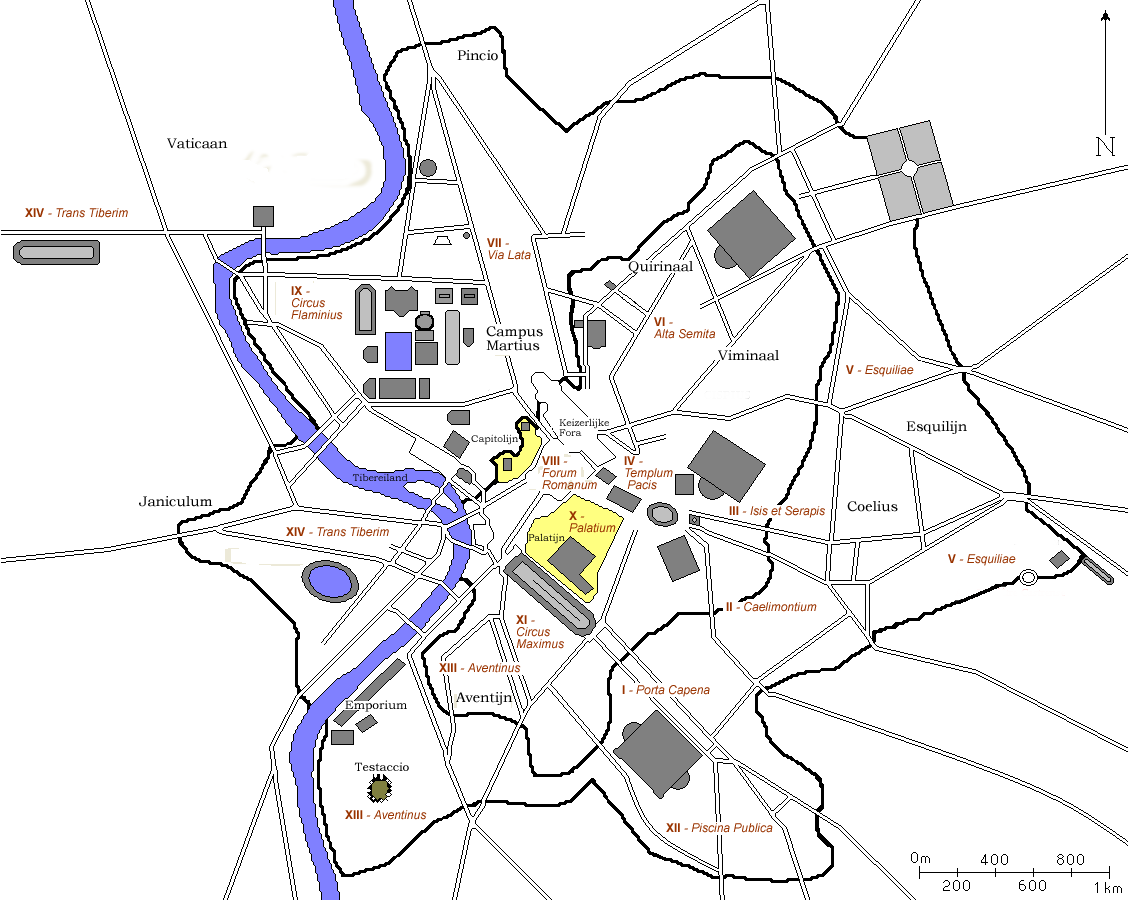
O edifício entre as Áreas I e XII são as Termas de Antonino Caracala; próximo dali estavam também as Termas de Commodus

Termas de Cômodo (em latim: Thermae Comodianae) ou Termas de Cleandro (em latim: Thermae Cleandri) era um complexo de termas da Roma Antiga cuja localização é incerta, mas presume-se que seja ao sul ou sudeste das Termas de Caracala. Apesar de mencionada pelos autores antigos, nenhum vestígio arqueológico sobreviveu.
Elas foram construídas por Marco Aurélio Cleandro, um favorito do imperador Cômodo e inauguradas em 183, no quarto ano de seu reinado. Sabe-se que o complexo incluía um ginásio.